# Miyakonojo
Miyakonojo (都城市 -shi) é uma cidade japonesa localizada na província de Miyazaki.
Em 2003 a cidade tinha uma população estimada em 132 346 habitantes e uma densidade populacional de 432,21 h/km². Tem uma área total de 306,21 km².
Recebeu o estatuto de cidade a 1 de Abril de 1924.

## Cidades-irmãs
- Jiangjin, China
- Ulan Bator, Mongólia